# Cratojoppa robusta
Cratojoppa robusta là một loài tò vò trong họ Ichneumonidae.